# أنفاق كانمون

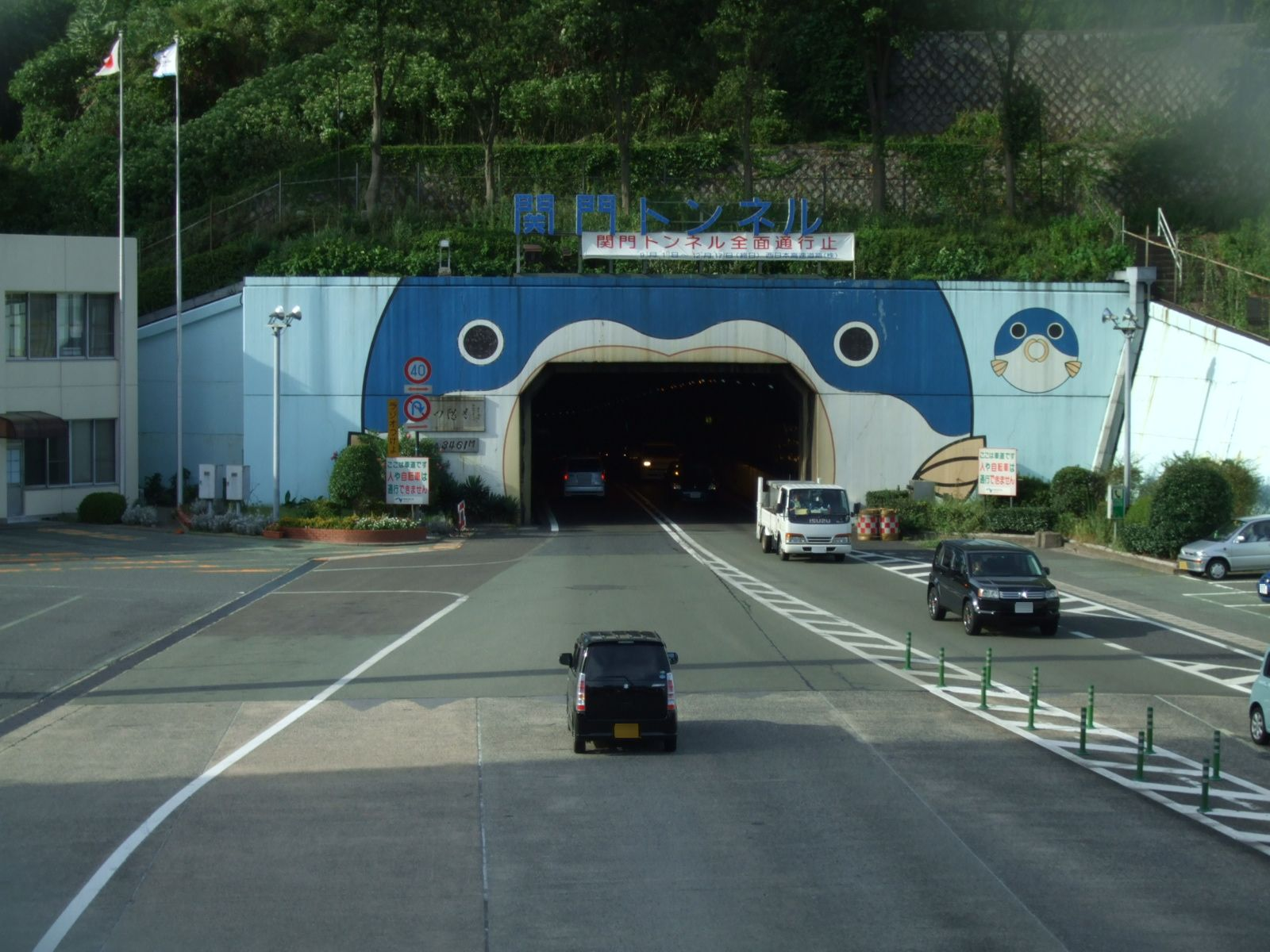

أنفاق كانمون (باليابانية: 関門トンネル كانمون توننيرو) هو مجموعة أنفاق تحت البحر لمرور السيارات والسكك الحديدية وقطار الشينكانسن لعبور مضيق كانمون بين شيمونوسكي، ياماغوتشي (على جزيرة هونشو) و كيتاكيوشو (على جزيرة كيوشو) في اليابان.

## المعابر
- نفق كانمون الطريق (関門国道トンネル) : نفق للسيارات بطول 3461 متر منها 780 متر تحت البحر.
- نفق كانمون للسكة الحديدية (関門鉄道トンネル) : نفق للقطارات بني عام 1936.
- نفق شينكانمون (新関門トンネル) : نفق لقطارات الشينكانسن.